# Vocalise
Vocalise va ser una cançó cantada pel famós cantant Eduard Khil (Smolensk, 4 de setembre de 1934 – Sant Petersburg 4 de juny de 2012). La cançó Vocalise també coneguda per trololó dintre del món del Youtube va ser escrita l'any 1976 per Arkadi Ostrovski.

## Història
La cançó Vocalise és d'una llarga tradició d'àmbit nacional rus, i va ser escrita per Arkadi Ostrovski. Va ser pujada a la pàgina web Youtube per primer cop el 26 de novembre de l'any 2009 per un usuari anomenat KamoKatt. Eduard Khil canta una peça anomenada "Estic molt content, per fi torno a casa".
A partir del 29 de maig 2012, el vídeo va passar-se a dir: “Mr. Trololo original upload” i va rebre més de 12 milions de punts de visites o visualitzacions. La cançó ha venut en total més de 12.000.000 còpies a nivell nacional i internacional, fent-se molt popular tant a Rússia com a la resta del món. El vídeo s'utilitza sovint com una broma.

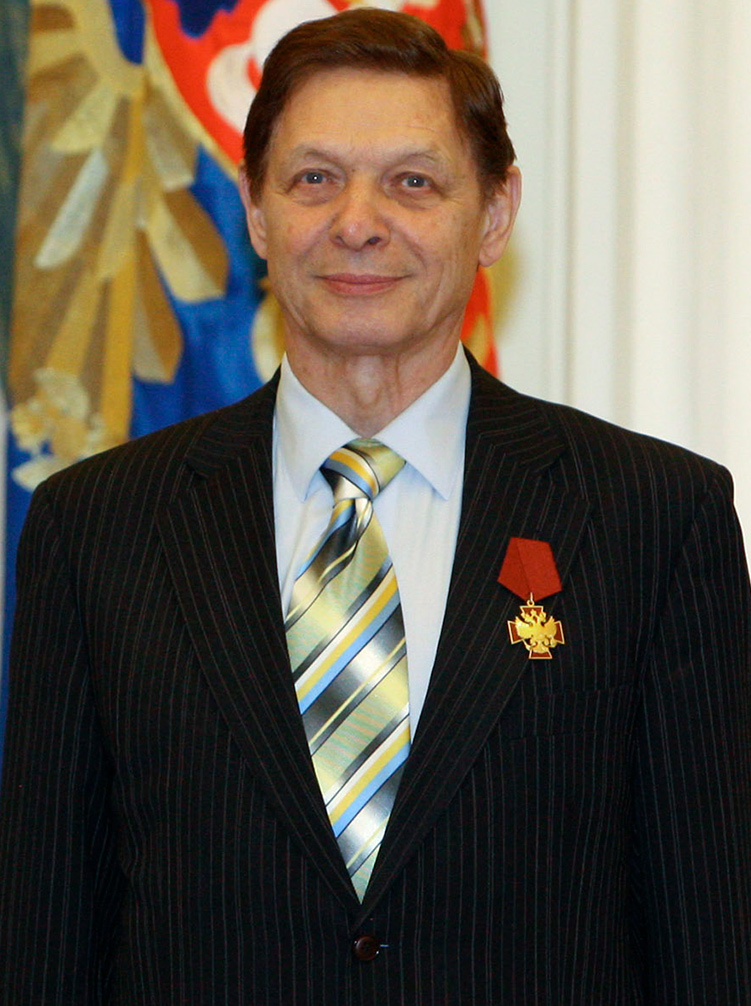
Eduard Khil

El 26 de març, Khil va ser entrevistat per Radio Free Europe Radio Liberty, esmentant que ell va descobrir la fama del seu vídeo a Internet després d'escoltar al seu net taral·lejar la cançó.

## Descripció
Vocalise és una cançó d'una sola veu, format per un solista i els seus corresponents musics. La cançó Vocalise es caracteritza pel fet que la lletra de la cançó no són paraules sinó que es caracteritza per ser un escat. La cançó és un exemple de la tradició Vokaliz, un estil de cantar similar a la pantomima i l'esclat de nord-americà de la dècada del 1920.

## Actuacions i aparicions
El 13 d'abril de 2010, un usuari de YouTube anomenat: Murinskiy va pujar un vídeo titulat: “Trololó man now” amb Khil interpretant la cançó en un carrer cobert de neu, acumulant més de 10.800 vots i 620 comentaris.
El 7 de gener de 2012, l'usuari de YouTube DavidSM123 va presentar un vídeo de Khil interpretant la cançó en un programa de varietats de Rússia.
Més tard la cançó va aparèixer en una sèrie de dibuixos animats anomenat Family Guy on es mostrava dibuixat el senyor Eduard Khil, el cantant propi de la cançó, cantant la cançó amb els protagonistes de la sèrie, en un bar.

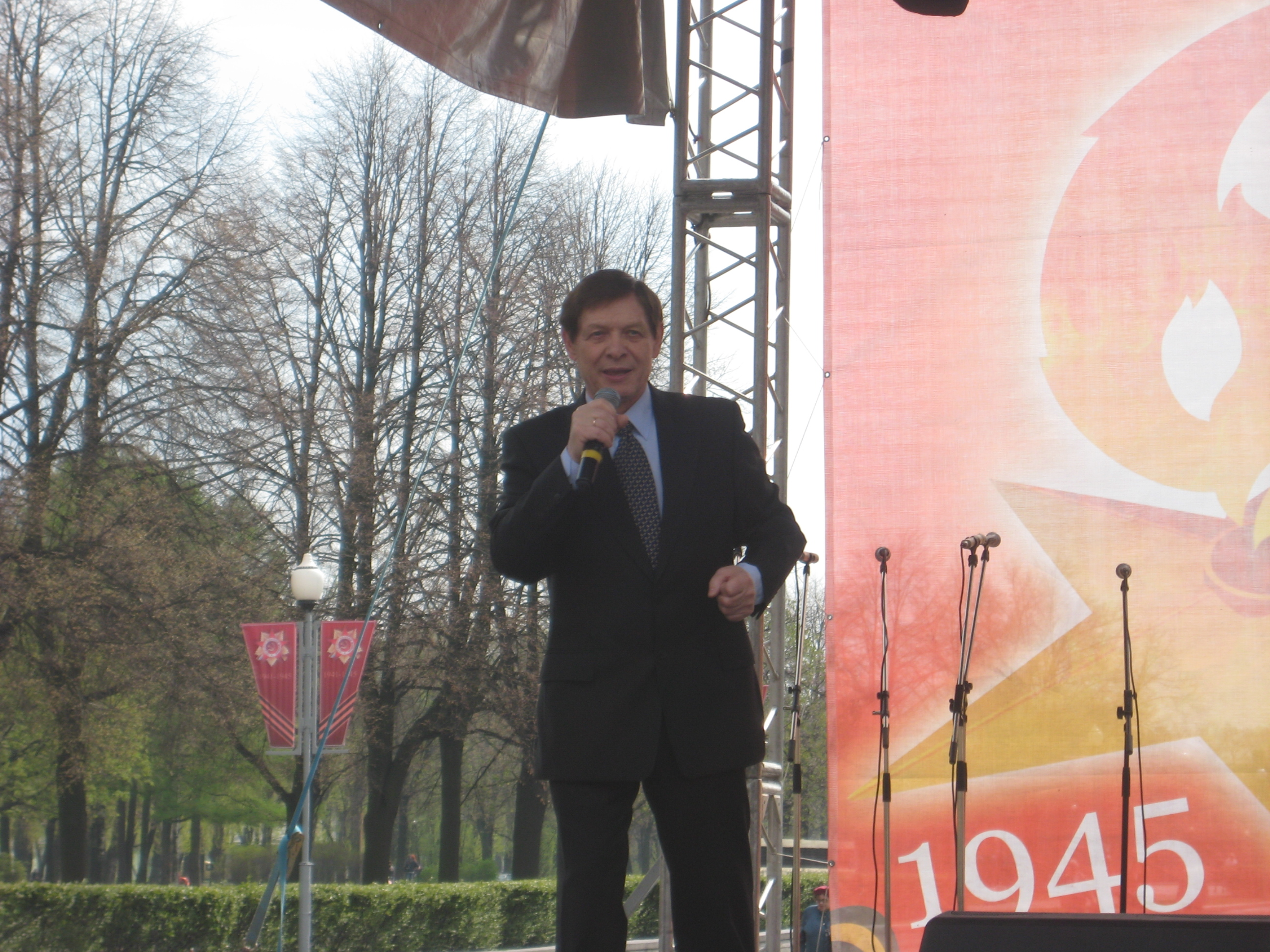
Cantant vocalise.

Últimament, el 2012 s'ha associat molt en moltes pàgines webs d'entreteniment, les més conegudes han estat: Cuanto Cabrón (CC) y Cuanta Razón (CR) barrejant imatges de la cançó vocalise amb uns “memes” (cares dibuixades) així creant una vinyeta graciosa, en aquest cas, la més utilitzada en aquesta cançó ha sigut el “meme” "troll face" que fa referència al so de trololó que es produeix a la cançó vocalise.